# Субботино (Пензенская область)
 Субботино  — деревня Никольского района Пензенской области. Входит в состав Ночкинского сельсовета.

## География
Находится в северо-восточной части Пензенской области на расстоянии приблизительно 17 км на север по прямой от районного центра города Никольск на левом берегу Инзы.

## История
Основана в конце 1680 — начале 1690-х годах помещиком Платоном Субботиным. В 1782 году сельцо Субботино, 63 двора, 371 житель, принадлежала 6 помещикам. Перед отменой крепостного права показана за помещиками Морозовым и и Лазаревичем. В 1858 году в сельце Субботино учтено за П.Т. Морозовым 35 дворов, 256 жителей. В 1911 году 82 двора, земская школа, водяная мельница, 3 кузницы, 4 лавки. В 1955 году колхоз имени Маленкова. В 2004 году- 220 хозяйств.

## Население
Численность населения (по годам): 371 человек (1782 год), 212 (1864), 735 (1877), 861 (1926), 833 (1930), 836 (1959), 682 (1979), 545 (1989), 490 (1996). Население составляло 115 человек (русские 100 %) в 2002 году, 70 в 2010.